# Mammad Yusif Djafarov
Pour les articles homonymes, voir Djafarov.
Mammad Yusif Djafarov (en azéri : Məmməd Yusif Hacıbaba oğlu Cəfərov), né le 20 mars 1885 (1er avril dans le calendrier grégorien) à Bakou et mort le 15 mai 1938 à Bakou, est l'un des fondateurs de la République démocratique d'Azerbaïdjan, Vice-président du Parlement de la République (2.2.1920 - 27.4.1920).

## Biographie
En 1907, Mammad Yusif Djafarov est diplômé du Gymnase de Bakou pour hommes et en 1912 de l'université d'État de Moscou, faculté de droit avec mention. Au cours de ses années scolaires, il devient membre et plus tard l'un des dirigeants des Soirées de concerts ethnographiques d'Azerbaïdjan et de l'Organisation des compatriotes azerbaïdjanais, créées par des étudiants azerbaïdjanais à Moscou.
Après avoir terminé ses études supérieures, il retourne à Bakou et travaille comme juge adjoint au tribunal.

## Activité à Douma
À 27 ans, Mammad Yusif Djafarov est élu député à la 4e Douma, en 1912, par la population musulmane des provinces de Bakou, Yélizavetpol (Gandja) et Erevan. Il y est le seul député musulman du Caucase du Sud. En 1912-1917, Mammad Djafarov est membre de la 4e Douma, la fraction musulmane, les commissions du budget, de la réinstallation, de l'enquête, de la réforme judiciaire, des affaires militaires et navales, opérant à Saint-Pétersbourg.

## Activité après la révolution
M. Djafarov, qui accueillit avec sympathie la révolution de février 1917, est membre du Comité spécial transcaucasien établi le 9 mars 1917. Mammad Djafarov est l'un des signataires de la Déclaration d'indépendance adoptée par le Conseil national d'Azerbaïdjan le 28 mai 1918. Lors de cette réunion, Mammad Djafarov est élu ministre du Commerce et de l'Industrie du premier gouvernement d'Azerbaïdjan organisé par Fatali Khan Khoyski.
Après la démission de ce gouvernement le 17 juin de la même année, Mammad Djafarov devient le représentant diplomatique de la République démocratique d'Azerbaïdjan en République de Géorgie (de fin juin 1918 à mi-mars 1919). Le 14 mars 1919, Mammad Djafarov occupe le poste de ministre des Affaires étrangères jusqu'au 22 décembre 1919 dans le 4e gouvernement formé par Nasib bey Yusifbeyli.
Le 2 février 1920, à la suggestion de Mohammad Amin Rasulzade, il est élu premier vice-président du Parlement azerbaïdjanais et occupe ce poste jusqu'à l'effondrement de la République. Le 27 avril 1920, après d'intenses discussions lors de la dernière séance du Parlement, Mammad Djafarov signe une décision sur le transfert du pouvoir au Comité révolutionnaire provisoire d'Azerbaïdjan. Après l'effondrement de la république, il travaille comme conseiller juridique dans les trusts du coton et du vin d'Azerbaïdjan.